# Ligne de Nanterre-Université à Sartrouville
La ligne de Nanterre-Université à Sartrouville est une courte ligne ferroviaire française qui permet de raccorder la ligne de Saint-Germain-en-Laye à celle du Havre. Elle est utilisée par les trains de la ligne L du Transilien afin de rejoindre la gare de Sartrouville depuis Nanterre-Université ainsi qu'à ceux du RER A depuis Nanterre-Préfecture après une série de viaducs et une traversée de la Seine. Cette ligne a été construite dans le cadre de la desserte de la ville de Cergy avant d'être intégrée dans le RER A.

## Histoire
Une liaison Paris-Saint-Lazare - Cergy par création de divers raccordements, en particulier entre Nanterre-Université et Sartrouville, et le débranchement d'un nouveau tronçon à Neuville-sur-Oise est déclaré d'utilité publique par décret le 26 avril 1976.
Le raccordement permettant la liaison entre la ligne A du RER à la station de Nanterre-Préfecture et Houilles - Carrières-sur-Seine est déclaré d'utilité publique par décret le 24 avril 1984.

## Infrastructure

### Tracé - parcours
Dans sa première partie, la ligne est  parallèle avec l'autoroute A14.